# Tropic Thunder
Tropic Thunder ist eine US-amerikanische satirische Actionkomödie aus dem Jahr 2008. Als Produzent, Drehbuchautor, Regisseur und Hauptdarsteller fungierte Ben Stiller. Der starbesetzte Spielfilm parodiert das moderne Hollywood-System mit seinen affektierten und divenhaften Schauspielern, mächtigen Schauspielagenturen und der üblichen stereotypischen Darstellung von Vietnam-Kriegsfilmen.

## Handlung
Das Vietnamepos Tropic Thunder soll das Comeback für den Actionstar Tugg Speedman bedeuten, der in diesem Film seine letzte große Chance sieht, einen Oscar zu erringen (seine Darstellung eines Behinderten zu diesem Zweck war erfolglos geblieben). Um einen Erfolg des Films sicherzustellen, werden der fünfmalige Oscarpreisträger Kirk Lazarus, der Rapper Alpa Chino und der berühmte Komiker Jeff Portnoy für den Film engagiert. Als Anhänger von Method Acting hat Lazarus seine Haut chirurgisch schwarz einfärben lassen, um einen afroamerikanischen Soldaten zu spielen. Die Regie übernimmt der Brite Damien Cockburn nach dem Buch des Vietnamveteranen John „Four Leaf“ Tayback.
Die Dreharbeiten gestalten sich für Cockburn schwierig, da die Allüren seiner Stars die Produktionskosten in die Höhe treiben und er damit den Zorn des Studiobosses Les Grossman auf sich zieht. Dieser droht dem Regie-Neuling damit, die Produktion ganz einzustellen. Veteran und Drehbuchautor Tayback gibt ihm den Rat, die Stars inmitten des Dschungels auszusetzen und sie dort durch eine Hölle zu treiben, die von ihm und einem Spezialeffekt-Experten inszeniert wird. Die Schauspieler sollen dabei von versteckten Kameras gefilmt werden.
Als der Regisseur die Stars in der Wildnis aussetzt, wird er selbst durch eine alte Mine getötet, auf die er versehentlich tritt. Tugg Speedman glaubt, dies sei nur ein Trick, und spielt seine Rolle weiter, während die anderen Schauspieler zunehmend verunsichert sind und Speedman daraufhin alleine weiterziehen lassen. Speedman tötet in der ersten Nacht versehentlich einen Panda. Darüber ist er sehr schockiert, da er eigentlich eine Kampagne für den Schutz von Pandabären unterstützt.
Die Region wird von Drogenbanden kontrolliert, die Speedman gefangen nehmen. Der Anführer der Bande ist ein kleiner Junge, der Speedman nur deshalb am Leben lässt, weil er ein großer Fan von dessen Film Simple Jack ist. Die Lösegeldforderungen der Drogenbande stoßen beim Studioboss auf taube Ohren, während Speedmans Agent Rick Peck sich Sorgen um seinen Star macht. Grossman bietet Rick an, seinen Star aufzugeben und stattdessen die Versicherungssumme zu kassieren.
Die Gruppe der anderen Schauspieler gelangt schließlich zu dem Lager, in dem Speedman gefangen gehalten wird. Portnoys Heroinsucht lässt die Befreiung zwar fast scheitern, doch mit der Hilfe des Spezialeffekt-Experten, des angeblichen Vietnam-Veteranen Tayback und Speedmans Agenten Rick Peck gelingt es ihnen schließlich, Speedman zu befreien und in einem Helikopter zu fliehen. Mithilfe von Aufnahmen der versteckten Kameras wird der Film beendet. Am Ende gewinnt der Film, der 400 Millionen Dollar einspielt, acht Oscars. Unter anderem gewinnt Speedman einen Oscar für die beste Hauptrolle. Am Ende sieht man Grossman alleine in seinem Büro, wo er zufrieden über den Erfolg tanzt.

## Hintergründe
Der Film wurde in Los Angeles und auf Hawaii gedreht. Seine Produktionskosten betrugen schätzungsweise 92 Millionen US-Dollar. Der Film startete in den Kinos der USA am 13. August 2008. Der deutsche Kinostart folgte am 18. September 2008. Der Film spielte in den Kinos weltweit ca. 188 Millionen US-Dollar ein, darunter ca. 106,8 Millionen US-Dollar in den Kinos der USA.
Von Behindertenverbänden hieß es, „der Film verbreite Hassbotschaften“. Der Direktor der Down-Syndrome-Group, David C. Tolleson, klagte: „Nach dem Kinobesuch fühlte ich mich fast körperlich verletzt“. Ben Stiller entgegnete: „Wir machen uns weder über Schwarze noch über Behinderte lustig. Der Film ist eine Satire auf Schauspieler, die sich zu wichtig nehmen und Rollen spielen, die sie nicht spielen sollten. Die Gags gehen quasi auf unsere Kosten.“

## Kritiken
Der Film erhielt überwiegend positive Kritiken. Das Filmkritik-Portal Rotten Tomatoes gibt für den Film 82 % positive Rezensionen an und er hat einen Metascore von 71 von 100 bei Metacritic.
Kirk Honeycutt schrieb in der Zeitschrift The Hollywood Reporter vom 26. Juli 2008, die Komödie schaffe es, Raffinesse und Satire zu verbinden. Sie verspotte verwöhnte Schauspieler, Medientycoons und Kriegsfilme, die alle leichte Ziele seien – sie seien jedoch treffsicher und konsequent verhöhnt. Downey junior liefere eine „großartige komödiantische Darstellung“; Stiller schaffe es jedoch, dass alle Schauspieler ihren Anteil des Rampenlichts bekommen würden.
Todd McCarthy schrieb in der Zeitschrift Variety vom 28. Juli 2008, der Film erzeuge beim Zuschauer gerade mal ein paar hohle Lacher. Die Mätzchen seien dünn, eintönig und redundant.
Harald Peters lobte in der Zeitung Die Welt vom 14. September 2008 vor allem die „herrlich abwegige Idee, den Amerikaner Robert Downey junior einen australischen Schauspieler spielen zu lassen, der einen farbigen Soldaten spiele“. Sogar die kleinsten Nebenrollen seien „mit wunderbaren Darstellern besetzt, die ohne Rücksicht auf Verluste chargieren“ würden.
Eric Pfeil schrieb in der Frankfurter Allgemeinen Zeitung vom 18. September 2008, bereits die grobe Handlungsübersicht zeige, dass Stiller beabsichtigte, „eine Hollywood-Satire, die alle anderen Hollywood-Satiren johlend und grimassierend auf dem Seitenstreifen überholen sollte“ zu schaffen. Der Film sei „eine einzige Abi-Abschlussfahrt des modernen MTV-Zynismus, ein cleverer, mehrfach gebrochener Schülerstreich“. In dem Film würden dem politisch Unkorrektem „lustige bunte Mützchen“ aufgesetzt. Eine besondere Ironie sieht Pfeil darin, dass das Produktionsbudget die persiflierte Gigantomanie des Hollywood-Kinos noch übertreffe. An schauspielerischen Leistungen billigte er Stiller und Jack Black gute Leistungen zu, die „sich jedoch auf vertrautem Terrain“ bewegen würden. Die Darstellung des Kirk Lazarus durch Robert Downey junior, der „nur mit Mühe seinen australischen Akzent“ unterdrücke, bezeichnete der Kritiker als „denkwürdig“ und riet, sie in der Originalfassung zu erleben.

## Auszeichnungen
Nebendarsteller Robert Downey Jr. wurde für den Oscar und Golden Globe Award nominiert. Tom Cruise wurde für den Golden Globe Award (Bester Nebendarsteller) nominiert.

## Mockumentary
Im Zuge der Dreharbeiten wurde gleichzeitig von Justin Theroux und Steve Coogan die Mockumentary Rain of Madness produziert. Die Mockumentary ist ihrerseits eine Parodie auf den Apocalypse-Now-Dokumentarfilm Heart of Darkness und eine typische Werner-Herzog-Dokumentation.

## Synchronisation
Die deutsche Synchronfassung entstand bei der Interopa Film GmbH, Berlin. Klaus Bickert schrieb das Dialogbuch, Dietmar Wunder führte Regie.
| Rolle                    | Darsteller          | Synchronsprecher         |
| ------------------------ | ------------------- | ------------------------ |
| Tugg Speedman            | Ben Stiller         | Oliver Rohrbeck          |
| Kirk Lazarus             | Robert Downey Jr.   | Charles Rettinghaus      |
| Jeff ‘Fats’ Portnoy      | Jack Black          | Tobias Meister           |
| Alpa Chino               | Brandon T. Jackson  | Simon Jäger              |
| Kevin Sandusky           | Jay Baruchel        | Marcel Collé             |
| John ‘Four Leaf’ Tayback | Nick Nolte          | Thomas Danneberg         |
| Cody                     | Danny McBride       | Lutz Schnell             |
| Rick ‘Pecker’ Peck       | Matthew McConaughey | Benjamin Völz            |
| Les Grossman             | Tom Cruise          | Patrick Winczewski       |
| Damien Cockburn          | Steve Coogan        | Bernd Vollbrecht         |
| Rob Slolom               | Bill Hader          | Uwe Büschken             |
| Tran                     | Brandon Soo Hoo     | Konstantin Seidenstücker |
| Tru                      | Trieu Tran          | Lie Wang                 |
| Byong                    | Reggie Lee          | Fang Yu                  |